# Sayuri-san no Imōto wa Tenshi
Sayuri-san no Imouto wa Tenshi (小百合さんの妹は天使, en español: La hermanita de Sayuri es un ángel) es un manga japonés escrito e ilustrado por Hachi Itou. Fue publicado desde agosto de 2014 hasta julio de 2016 en la revista Monthly Comic Flapper de la editorial Kadokawa Shoten (KADOKAWA).
Es una comedia yuri que retrata el reencuentro de dos hermanas que permanecieron separadas por 13 años.

## Sinopsis
Por causa del divorcio de sus padres hace 13 años, Sayuri  vivió con el corazón cerrado y sin recibir el amor de nadie. Mikoto, su hermana menor quien se fue con su padre, y es su única preocupación, aparece ante ella para su encuentro 13 años después, ahora con 17, luciendo una aureola y un par de alas. La menor, empieza a convivir con ella en la misma casa y le expresa su afecto diciéndole: "Yo quiero ser tu amor".

## Personajes
Sayuri Kobayashi (小林小百合/Kobayashi Sayuri)
Es la protagonista, de 27 años de ella. Trabaja en una floristería. 13 años atrás, el momento en que se divorciaron sus padres, se quedó viviendo con su madre (su padre la abandonó),  permaneció viviendo con el corazón cerrado al no recibir el amor de nadie. 
Mientras convive junto a su hermanita Mikoto, con quien tuvo su reencuentro, va abriendo su corazón de forma gradual.
Mikoto Kobayashi (小林美琴/Kobayashi Mikoto)
La coprotagonista de la obra, de 17 años de edad. Asiste a la secundaria.
Vivió con su padres tras el divorcio, pero aparece de manera súbita ante Sayuri y comienzan a convivir juntas.
Ella ama a Sayuri y siempre le expresa todo su cariño diciéndole frases como: "Yo quiero ser tu amor". 
Viste una aureola y un par de alas. Gente como Sayuri y Yūki son las únicas que la pueden ver.
Yūki Oga (男鹿ゆうき/Yūki Oga)
Cursa el 2.º año de universidad, comenzó a laborar junto a Sayuri en la misma floristería como trabajo de medio tiempo.
Es mujer, pero suele ser confundida con un varón por su galante aparencia varonil.
A pesar de que le encantan las cosas bonitas (entre ellas, las lesbianas), considera que eso no va con ella. 
Himeko Yamamoto (山本姫子/Yamamoto Himeko)
Tiene 17 años y asiste a la misma escuela que Mikoto.
Le fascinan las cosas adorables como las cintas, los lazos y los tartanes. 
Al fijarse en Oga, le miente a sus amigas diciéndoles que tiene un novio, y por dicha mentira, le pide a ella que sea su pareja. 
Chihiro Kusanagi (草薙ちひろ/Kusanagi Chihiro)
Tiene 28 años de edad, trabaja como fotógrafa freelance.

## Información bibliográfica
- Hachi Itou (Sayuri-san no Imouto wa Tenshi) Kadokawa Shoten (Monthly Comic Flapper), 4 tomos.

| Tomo | Fecha de lanzamiento | Contenido                | ISBN                   |
| ---- | -------------------- | ------------------------ | ---------------------- |
| 1    | 23/01/2015           | Eps.1-5 + ilustración    | ISBN 978-4-04-067248-9 |
| 2    | 23/06/2015           | Eps. 6-11 + ilustración  | ISBN 978-4-04-067539-8 |
| 3    | 22/12/2015           | Eps. 12-16 + ilustración | ISBN 978-4-04-067863-4 |
| 4    | 23/07/2016           | Eps. 17-21 (final)       | ISBN 978-4-04-068290-7 |